# William Thomas Councilman
William Thomas Councilman (1 de enero de 1854, Pikesville, Maryland, Estados Unidos-26 de mayo de 1933, York Village, Maine) fue un patólogo estadounidense. Es conocido por su contribución al estudio de la disentería amebiana con la publicación de una monografía (1891) que describe observaciones detalladas de la enfermedad y su parásito. También describió los llamados cuerpos de Councilman, llamados así en su honor.

## Carrera científica
Consiguió el doctorado (1878) trabajando frecuentemente en autopsias, lo que provocó su interés por la patología. Se especializó posteriormente en Europa (1880-83), donde la patología estaba más avanzada que en los EE. UU. En su primera investigación significativa, confirmó el descubrimiento de Laveran de los parásitos esporozoarios que causan la malaria, Plasmodium malariae (1893-94), y a su regreso, fue el primer estadounidense en describir este microorganismo. Councilman también investigó sobre la difteria, la meningitis cerebroespinal, la nefritis y la viruela. Fue el principal fundador de la Asociación Americana de Patólogos y Bacteriólogos.

## Publicaciones
Councilman publicó diversos estudios clínicos y libros de texto.
- Acute interstitial nephritis (1898)
- The character of the cellular exudation in acute keratitis of the rabbit (1899)
- Epidemic cerebro-spinal meningitis (1898)
- The medical report of the Rice expedition to Brazil (1918)
- Disease and its causes (1913)
- Pathology (1912)
- A study of the bacteriology and pathology of two hundred and twenty fatal cases of diphtheria (1901)